# Вале Бона (Фрозиноне)
Вале Бона је насеље у Италији у округу Фрозиноне, региону Лацио.
Према процени из 2011. у насељу је живело 37 становника. Насеље се налази на надморској висини од 206 м.